# Caecilie Seler-Sachs

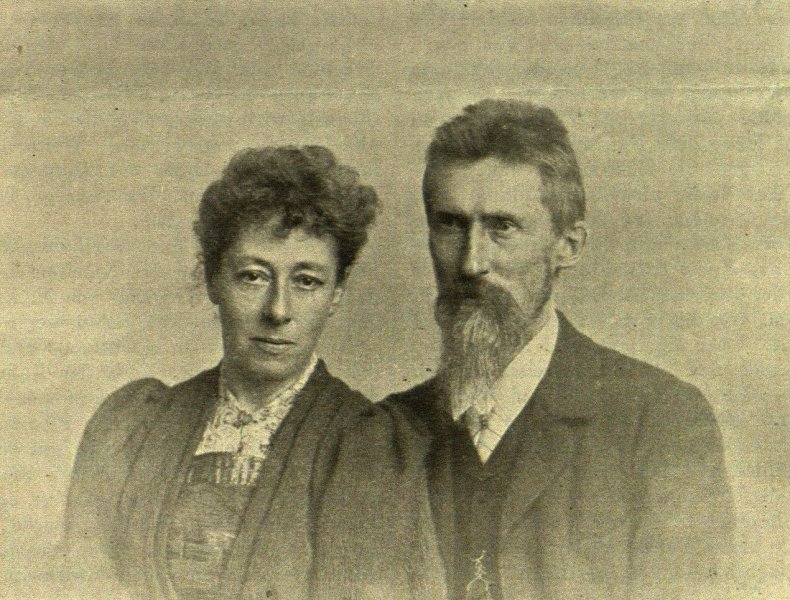
Caecilie Seler-Sachs und Eduard Seler

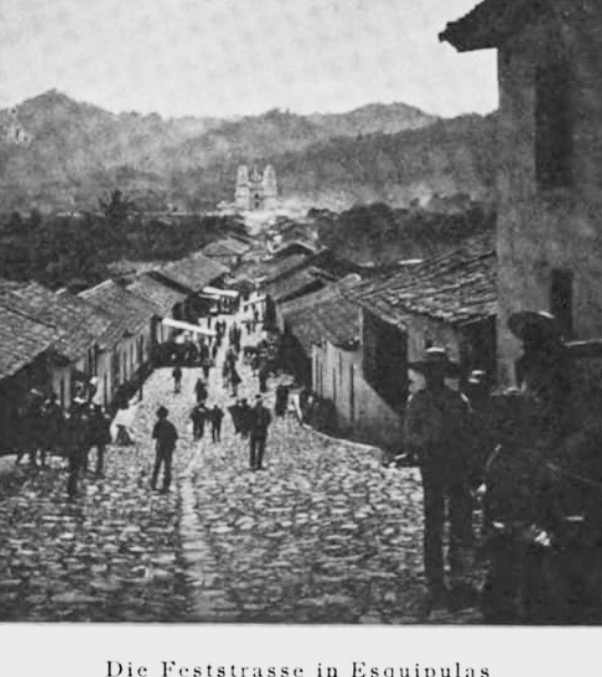
Basilika von Esquipulas (1897)

Caecilie Susanna Seler-Sachs (* 1. Juni 1855 in Berlin; † 4. Januar 1935 ebenda) war eine deutsche Ethnologin, Fotografin und Autorin. Sie war seit 1884 verheiratet mit dem Altamerikanisten und Altmexikanisten Eduard Seler (1849–1922), den sie auf sechs Forschungsreisen nach Mittelamerika (vor allem Mexiko) begleitete.
Caecilie Seler-Sachs dokumentierte und fotografierte einen großen Teil der Forschungsarbeiten von Eduard Seler. Darüber hinaus betrieb sie eigene Forschungen, zu denen sie selbständig publizierte. Da Frauen nicht studieren und keine wissenschaftlichen Grade erlangen konnten, erreichte sie anerkannte Forschungsergebnisse lediglich durch Selbststudium und Austausch mit Wissenschaftlern. Caecilie Seler-Sachs war politisch und gesellschaftlich aktiv. Sie war Mitglied der Kommission der Photographischen Lehranstalt des Lette-Vereins und Ehrenmitglied des von Marie Kundt gegründeten Clubs der ehemaligen Schülerinnen der Photographischen Lehranstalt.
Das Grab⊙ von Caecilie Seler-Sachs und Eduard Seler befindet sich auf dem Friedhof Steglitz in Berlin-Steglitz, bis 2014 war es ein Ehrengrab der Stadt Berlin.

## Werke (Auswahl)
- Frauenleben im Reiche der Azteken. Ein Blatt aus der Kulturgeschichte Alt-Mexikos. Dietrich Reimer (Ernst Vohsen), Berlin 1919 (106 S., archive.org [PDF; abgerufen am 22. April 2020] mit Zeichnungen von Erich Heermann).
- Auf Forschungsreisen in Mexiko (= Wege zum Wissen. Band 35). Ullstein, Berlin 1925, urn:nbn:de:101:1-201710228829.
- Auf alten Wegen in Mexico und Guatemala. Reiseerinnerungen aus den Jahren 1895 bis 1897. Strecker & Schröder, Stuttgart 1900 (363 S.).
- zusammen mit Walter Lehmann, Walter Krickeberg (Hrsg.): Einige Kapitel aus dem Geschichtswerk des Fray Bernardino de Sahagún. Strecker & Schröder, Stuttgart 1927 (574 S., aus dem Aztekischen übersetzt von Eduard Seler).